# If So
If So è un singolo del gruppo musicale australiano Atlas Genius, il primo estratto dal loro album di debutto When It Was Now, pubblicato il 5 febbraio 2013.

## Video ufficiale
Il video ufficiale del brano, diretto da Anders Rostad, è stato pubblicato il 12 novembre 2012 e vede la partecipazione dell'attrice statunitense Sofia Black D'Elia.

## Tracce
1. If So – 3:01

## Classifiche
| Classifica (2013)               | Posizione massima |
| ------------------------------- | ----------------- |
| Stati Uniti (alternative)       | 8                 |
| Stati Uniti (adult alternative) | 11                |
| Stati Uniti (rock)              | 33                |
| Stati Uniti (radio)             | 97                |
| Stati Uniti (rock airplay)      | 13                |

### Classifiche di fine anno
| Classifica (2013)          | Posizione |
| -------------------------- | --------- |
| Stati Uniti (alternative)  | 25        |
| Stati Uniti (rock airplay) | 44        |